# ناصر ملک‌نیا
ناصر ملک‌نیا (زاده ۲۷ مرداد ۱۳۱۰ - درگذشته تیر ماه ۱۳۸۶)، استاد بیوشیمی و از بنیان‌گذران دورهٔ دکترای بیوشیمی در ایران بود. او پس از پایان دورهٔ مهندسی شیمی در ایالات متحده آمریکا، به فرانسه رفت و دورهٔ پزشکی و بیوشیمی را در آنجا ادامه داد. او پس از بازگشت به ایران در دانشگاه‌های تهران، تربیت مدرس و آزاد به تدریس درس بیوشیمی پرداخت. بیشتر پژوهش‌های او دربارهٔ ساختمان هموگلوبین و عوامل درگیر در فرایند پروتئین‌سازی بوده است. کتاب بیوشیمی عمومی که با همکاری پروفسور پرویز شهبازی نوشت، به عنوان کتاب مرجع در بیشتر دانشگاه‌های ایران تدریس می‌شود.

## زندگی‌نامه
ملک‌نیا در ۲۷ مرداد ۱۳۱۰ خورشیدی در تهران به دنیا آمد. پدرش کارمند بانک بود. آموزش ابتدایی و متوسطه را در دبستان خاقانی و دبیرستان ۱۵ بهمن (دبیرستان رهنما) گذراند. پدر و مادرش تمایل داشتند که او پزشکی بخواند ولی سرانجام او به نیویورک رفت و مهندسی شیمی خواند. ملک‌نیا در سال ۱۳۳۳ به پاریس رفت و چون دوره‌ی پیش‌پزشکی را در آمریکا گذرانده بود، در رشته پزشکی پذیرفته شد. ملک‌نیا در پاریس تحت‌تاثیر استادش، پروفسور شاپیرا، به بیوشیمی علاقه‌مند شد. ملک‌نیا در پاریس همچنان به کارهای فنی علاقه نشان می‌داد و به همین دلیل در سال چهارم پزشکی در دوره‌ی شبانه‌ی کارشناسی فنی رادیو و تلویزیون نام‌نویسی کرد.